# Finlandism
| Finlandism |
| --- |
| Ölback heter ölkorg på finlandssvenska. - Betydelse – typiskt finlandssvenska ord - Ursprung – från finlandssvensk dialekt eller finska språket (lån eller översättning) - Exempel – ölkorg ('ölback'), från finska olutkori |

Finlandism är samlingsnamnet på särfinlandssvenska språkdrag, det vill säga företrädesvis ord och uttryck, som används av finlandssvenskar men mer sällan i Sverige. Vissa av dessa är gamla ord som fallit ur bruk i Sverige, andra har sitt ursprung i finlandssvenska dialekter, en del är mer eller mindre påtagliga fennicismer (lån eller översättningar från finska) eller ord som lånats in i finlandssvenskan men inte i rikssvenskan.

## Allmänt om finlandismer
Finlandism är ett brett begrepp för allt det som skiljer det svenska språkbruket i Finland från det i Sverige. Man kan på olika grunder skilja mellan accepterade finlandismer och oaccepterade, officiella och talspråkliga, allmänt etablerade och mer tillfälliga och slutligen mellan lexikaliska, semantiska, morfologiska, fraseologiska och syntaktiska finlandismer.
Det gemensamma för alla dessa är att den finlandssvenska språkvården – från professionella språkvårdare som Institutet för de inhemska språken till svensklärare i skolorna – arbetar för att göra finlandssvenskar medvetna om finlandismer och upplysa om de rikssvenska eller allmänsvenska alternativa uttryckssätten, med målet att finlandssvenskan ska skilja sig från rikssvenskan så lite som möjligt. Alla slags finlandismer förtecknas i Svenska språkbyråns skrift Finlandssvensk ordbok. Den kom i ny utgåva 2008 och gjordes 2016 fritt tillgänglig över Internet.

## Olika slags finlandismer
Det går inte alltid att dra en skarp gräns mellan allmänt accepterade finlandismer, som får anses som uttryck för finlandssvenskarnas rättmätiga särart, och de kanske tillfälliga, talspråkliga företeelser som ibland måste klassificeras som språkfel. Men följande olika slags finlandismer kan urskiljas från officiella till vardagliga.

### Oegentliga finlandismer
Oegentliga finlandismer är svenska ord på företeelser som är vanligare i Finland än i Sverige (eller endast förekommer i Finland), men där det inte finns något annat ord på svenska än det finlandssvenska. Till exempel memma, talko, frontmannapension och samkommun.

### Officiella finlandismer
Officiella finlandismer är ord som används i den finländska lagstiftningen eller i andra officiella föreskrifter. Det annorlunda ordet står ofta för en (liten) skillnad i samhällsordningen. Finska krogar får A-rättigheter i stället för fullständiga rättigheter och man har undervisningsministerium i stället för utbildningsdepartement. Ibland är finlandismen "onödig", som när gatuadress kallas näradress och övergångsställe heter skyddsväg. Orsaken brukar vara att överensstämmelsen med motsvarande finska uttryck (opetusministeriö, lähiosoite, suojatie) är mer praktisk.
Officiella finlandismer uppkommer ofta genom översättning av lagtext från finska.[källa behövs] Språkvården brukar uppmuntra finlandssvenskar att använda allmänsvenska ord i andra än strikt juridiska sammanhang, medan etablerade namn på offentliga organ, till exempel "ministerium", accepteras.[källa behövs]

### Statistiska finlandismer
Statistiska finlandismer är uttryck som finns i standardsvenskan men är betydligt vanligare i Finland, ofta för att det är mer likt ett finskt uttryck eller att det handlar om att vissa ord fallit mer ur bruk i Sverige men inte i Finland. Många är fraseologiska: Ta modell av någon i stället för ta efter någon (fi. ottaa mallia).

### Allmänt etablerade finlandismer
Allmänt etablerade finlandismer är uttryck som hoppeligen, kiva, råddig, semla och kännspak, som är allmänt spridda och används när (de flesta) rikssvenskar skulle säga förhoppningsvis, trevlig, stökig, fralla och karakteristisk.
En del allmänt etablerade finlandismer kan kallas dialektala, till exempel vedlider för vedbod och dyna för kudde; andra är arkaismer, till exempel pulpet för skolbänk och gårdskarl för fastighetsskötare, och ordformer som flere för fler/flera (några av dessa kan finnas eller ha funnits i rikssvenska dialekter). Hit hör också vissa semantiska nyansskillnader, som nog i "jag kommer nog", vilket betyder "Jag kommer, det lovar jag" (detta uttryckssätt är f.ö. också fullt gångbart i västerbottniska), och annorlunda prepositionsbruk ("i misstag", "på första klassen", "van med").
Dessa uttryck får och ska existera, enligt språkvården, men vissa av dem bör man kanske ändå ibland vara försiktig med i skrift eller åtminstone om man vill kommunicera besvärsfritt med rikssvenskar. Rikssvenskar, å andra sidan, kan finna sådana ord och fraser uttrycksfulla och färgstarka (om de är lättbegripliga). Vissa är kända genom finlandssvensk litteratur (se exempelvis Rådd-djuret).

### Talspråkliga finlandismer
Talspråkliga finlandismer är uttryck som är allmänt spridda i talspråket. Till exempel kortformerna int, re'n och sku ("inte", "redan", "skulle").
Till exempel önskningen om en trevlig valborgsmässoafton: Glada vappen! (efter finskans hyvät vaput, iloista vappua – uttrycket böjs på finska, i plural eller partitiv, vilket väl gjorde att det också blev böjt på svenska, felaktigt, i bestämd form. Glad vapp! hade varit mer normenligt).

### Slang
Slang är uttryck som är utpräglat talspråkliga och som undviks i formellare sammanhang. Till exempel prenika för "medalj", fyrk för "pengar".

### Oaccepterade finlandismer
Oaccepterade finlandismer är uttryck som är spridda i åtminstone delar av Svenskfinland, men som måste anses som brott mot den allmänsvenska språknormen. Hit hör lömska betydelseförskjutningar som "Jag söker dig" (="jag hämtar dig"), "Jag hämtar pengar" (="jag kommer med pengar") och grammatiska nyskapelser, till exempel bruk av fel relativpronomen (det rummet var vi har utrustningen) eller böjningsformer (numror, flera videon).

### Tillfälliga fel
Med tillfälliga fel menas i detta sammanhang dåliga översättningar från finska, uttryck som låter konstiga också i finlandssvenskars öron, men som emellanåt har en tendens att bli spridda.

## Åsikter om finlandismer
'Nakupelle' (naken, näck) röstades fram till den finaste finlandismen i en omröstning 2015. På andra plats kom 'morkis' (moralisk baksmälla), och på tredje plats 'hoppeligen' (förhoppningsvis).
Existensen av finlandismer ger upphov till frågor som ibland väcker debatt i Finland: Bör inte finlandssvenskan hellre anses vara ett eget språk (mer självständig än bara en variant av svenska)? Har finlandssvenskar ingen rätt att forma sitt eget modersmål? Måste man alltid säga som i Sverige? Språkvårdens svar är att målet måste vara att göra svenskan i Finland så lik svenskan i Sverige som möjligt, för att språket ska överleva, men betonar också att målet gäller den offentliga, skrivna svenskan i Finland, inte talspråket och dialekterna. Att standardsvenskan i princip är identisk i bägge länder gör det också lättare för dem som lär sig svenska: de behöver inte lära sig två språk för att använda svenska i Finland och i Sverige.
I praktiken är finlandismerna såpass få och lätta att förstå att vårdad finlandssvenska är fullt gångbar i Sverige.